# Монарх чорний
Монарх чорний (Symposiachrus axillaris) — вид горобцеподібних птахів родини монархових (Monarchidae). Ендемік Нової Гвінеї.

## Підвиди
Виділяють два підвиди:
- S. a. axillaris (Salvadori, 1876) — північний захід Нової Гвінеї;
- S. a. fallax (Ramsay, EP, 1885) — Нова Гвінея і острів Гуденаф[en] (острови Д'Антркасто).

## Поширення і екологія
Чорні монархи живуть в гірських і рівнинних тропічних лісах Нової Гвінеї.